# Écluse de Fontfile
L'écluse de Fontfile ou Fonfile sont une échelle d’écluses ou une série de trois écluses construite vers 1674 sur le canal du Midi. Elle est située sur la commune de Blomac dans le département de l'Aude en région Occitanie et se trouve à 130,4 km de Toulouse à 76 m d'altitude. Les écluses adjacentes sont l'écluse de Saint-Martin à l'est et l'écluse de Marseillette à l'ouest.
L'écluse triple est inscrite au titre des monuments historiques depuis 1996.